# Alpine Gastgeber
Der Verein Alpine Gastgeber, mit Sitz in Innsbruck, wurde als Verein zur Unterstützung des kleinstrukturierten Tourismus im Alpenraum gegründet.
Die Organisation unterstützte ihre Mitglieder durch Qualitäts- und Marketingmaßnahmen und umfasste zum Höhepunkt ihrer Tätigkeit etwas 450 Mitglieder (August 2010). Heute firmieren unter der Dachmarke „Alpine Gastgeber“ Privatzimmervermietern in den Urlaubsregionen Allgäu, Salzburger Land und Tirol.

## Historische Entwicklung
Die grenzüberschreitende Initiative wurde 2005 vom Tourismusverband München-Oberbayern, der SalzburgerLand Tourismus und der Tirol Werbung gegründet, um den kleinstrukturierten Tourismus im Alpenraum zu unterstützen.

### Ausgangssituation
Die Idee dieser touristischen Kooperation entstand aufgrund konstanter Übernachtungsrückgänge im Segment der Klein- und Mittelbetriebe des bayerisch-österreichischen Alpenraums. Die Tourismuswirtschaft zählt hier zu den wichtigsten Wirtschaftsfaktoren. Einen besonderen Stellenwert nimmt dabei der kleinstrukturierte Tourismus ein: 30 bis 40 % aller Übernachtungen werden im Bereich der Privatzimmer, Ferienwohnungen sowie der kleineren Gästehäuser und Pensionen getätigt.
Eine stärkere Investitions- und Innovationsbereitschaft, die Auseinandersetzung mit der Zielgruppenthematik sowie die Förderung des eTourismus bei den Klein- und Mittelbetrieben sollten diesem Prozess entgegenwirken.

### Interreg IIIA-Projekt „Qualitätsoffensive Alpine Gastlichkeit“ (2005–2008)
Um die grenzüberschreitende, touristische Zusammenarbeit der Regionen Oberbayern, Salzburg und Tirol zu intensivieren und Barrieren abzubauen, starteten die drei touristischen Regionalverbände 2005 das von der EU geförderte INTERREG IIIA-Projekt Österreich-Deutschland/Bayern „Qualitätsoffensive Alpine Gastlichkeit“. Das Programm dient der „Förderung der grenzüberschreitenden Zusammenarbeit im bayerisch-österreichischen Grenzraum“.
Der Schwerpunkt des Projekts lag auf dem Angebot von Basis- und Aufbauseminaren zu Themen wie Service, Gästebetreuung, Kalkulation oder rechtliche Grundlagen der Gastgewerbes („Vermieterakademie“). Zusätzlich wurden Maßnahmen zur Qualitätssicherung und Qualitätskontrolle der Mitgliedsbetriebe festgesetzt.
Weitere Schwerpunkte waren die Entwicklung eines überregionalen Netzwerkes zum gegenseitigen Erfahrungs- und Informationsaustausch der Betriebe, sowie der Aufbau der Marke Alpine Gastgeber. Diese steht für kleine, familiäre Betriebe im Alpenraum mit geprüfter Qualität, die Verwendung regionaler Produkte sowie ein persönlicher, individueller Service.
Im Endbericht an das Bundesministerium für Wirtschaft und Arbeit schreibt der Verein über das Erreichen der Projektziele: „In Verbindung mit dieser Qualitätsoffensive wurde erstmals grenzüberschreitend eine Strategie für ein ‚Qualitätsmarketing‘ entwickelt und umgesetzt, das vor allem für die schwächeren Anbieter offen steht …“. Weitere erreichte Ziele: „Qualitätssteigerung bei den touristischen Leistungsträgern durch Kunden- und Dienstleistungsorientierung, Professionalisierung und Spezialisierung […] Saisonverlängerung, Nächtigungssteigerungen und Erhöhung der Wertschöpfung“. Besonders erfolgreich waren laut Bericht die Seminare der Vermieterakademie, an denen innerhalb der Projektzeit insgesamt 2.479 Mitglieder teilnahmen und die von den Teilnehmern überdurchschnittlich gut bewertet wurden.

### Interreg IV-Projekt „Innovationsnetzwerk für alpine Angebotsentwicklung“ (2008–2011)
An das Interreg III–Projekt wurde 2008 das INTERREG IV-Projekt „Innovationsnetzwerk für alpine Angebotsentwicklung“ angeschlossen.
Im Zuge des Folgeprojektes wurde der Kooperationsraum zwischen den Tourismusregionen Oberbayern, Salzburger Land und Tirol weiter ausgebaut und auf das Allgäu erweitert. 2008 stieg der Tourismusverband Allgäu-Bayerisch-Schwaben e.V. 2008 als weiterer Projektpartner ein.
Im Mittelpunkt des Interreg IV-Projektes steht das Ziel, die kleinen Beherbergungsbetriebe dabei zu unterstützen, durch die Spezialisierung auf Themen und Zielgruppen den Gästeanforderungen besser zu entsprechen, Innovationstätigkeiten zu entwickeln und daraus neue sowie qualitativ verbesserte Dienstleistungen und Produkte aufzubauen.

## Agenden
Der Verein verstand sich als „Qualitäts- und Marketingoffensive“.
Mitglieder waren Vermieter von Privatzimmern und Ferienwohnungen sowie Gewerbebetriebe bis zu einer Größe von 40 Betten aus den teilnehmenden Regionen und das mittlere Segment der Gastronomie (2 Edelweiß für Privatzimmer- und Ferienwohnungsvermietern, maximal 4 Sterne für Hotels in Österreich, maximal 4 Sterne in der Hotel- und G-Klassifizierung bzw. Einstufung in der Klassifizierung des Deutschen Tourismusverbandes/2–5 Sterne).
Kriterien waren weiters eine familiäre Atmosphäre, alpiner Charakter, regionales Angebot und die Präsenz im Internet (eigene E-Mail-Adresse und Website).

### Konzept der Dachmarke
Für die Mitglieder des Vereins wurden vier Angebotsschwerpunkte entwickelt, auf die sich die einzelnen Betriebe spezialisieren können:
- Sportler willkommen: für den aktiven Urlaub in den Bergen (Wandern, Mountainbiken, Klettern, Skifahren …)
- Entdecker willkommen: für Urlaub mit starkem Regionalbezug (Kennenlernen der Kultur und Kulinarik der Region)
- Gesundheitsurlauber willkommen: für den gesundheitsorientierten Urlaub
- Kinder willkommen: für Urlaub mit Kindern

### Berufliche Weiterbildung
Wichtigstes Element der Qualitätssicherung war die Vermieterakademie, ein Fortbildungsangebot für die Mitglieder des Vereins. Der Verein verstand sich selbst als Hilfe zur Selbsthilfe.

## Finanzierung
Das Projekt wurde neben den Mitgliedsbeiträgen aus Mitteln des Europäischen Fonds für Regionale Entwicklung (EFRE), des Bundesministeriums für Wirtschaft, Familie und Jugend, der Länder Salzburg und Tirol und des Bayerischen Staatsministeriums für Wirtschaft, Infrastruktur, Verkehr und Technologie gefördert.
Von 2012 bis 2016 erfolgte die Finanzierung des Vereins durch Mitgliedsbeiträge und Erträge aus der Durchführung/Abwicklung der Vermieterakademie.
Anfang 2017 wurde der Verein aufgelöst. Die Vermieterakademie Tirol wird vom Verband der Tiroler Tourismusverbände bzw. unter dem Namen Zukunftsakademie Salzburg von der Fachhochschule Salzburg weiter fortgeführt.

## Auszeichnungen und Preise
- 2009: Preisträger des Constantinus Award (Österreichischer Beratungs- und IT-Preis)[14]
- 2009: Nominiert für den deutschen Staatspreis Consulting 2009 in der Kategorie Kommunikation & Netzwerke[15]
- 2010: Ausgezeichnet als Finalist beim Wettbewerb Tirol Touristica 2010 (Tiroler Tourismuspreis, jährlich vergeben durch die Tirol Werbung)[16][17]